# Gaspard de Bernard de Marigny
Pour les autres membres de la famille, voir Bernard de Marigny.
Gaspard Augustin René de Bernard de Marigny, né à Luçon le 2 novembre 1754, mort à Combrand le 10 juillet 1794, est un militaire français et un général vendéen.

## Biographie

### Famille
Marigny naît le 2 novembre 1754, en l'hôtel des Regnon de Chaligny à Luçon.
Bernard de Marigny est un cousin et un ami de Louis de Salgues de Lescure. L'épouse de ce dernier, Victoire de Donnissan de La Rochejaquelein écrivit à son propos:

« C'était un grand et bel homme, grand chasseur, d'une force prodigieuse. Plein de bravoure, il avait de l'esprit et connaissait bien son état. Le fond de son caractère était la complaisance et la gaieté ; franc, loyal, toujours de bonne humeur très farceur, faisant avec une facilité étonnante des chansons pleines d'idées aimables, il racontait des histoires très comiques ; il était recherché de tous les châteaux. Toujours prêts à rendre service, très adroit, sans y mettre de prétention, généreux, le cœur excellent, il entrait chez les paysans pour donner des soins aux malades et aux bestiaux. Il était adoré dans notre pays où il passait tous ses congés »

### Guerre d'indépendance des États-Unis
Lieutenant de vaisseau dans La Royale sous l'Ancien Régime, il prend part à la guerre de la Révolution américaine sous les ordres de Louis Charles du Chaffault de Besné et Charles Henri d'Estaing.
En 1779, il participe à la prise de la Grenade, puis au siège de Savannah. Il est fait prisonnier le 22 décembre 1779.
Le 1er mai 1783, il est nommé capitaine en second de la compagnie des apprentis canonniers. Avant la Révolution, il est fait chevalier de Saint-Louis.

### Guerre de Vendée

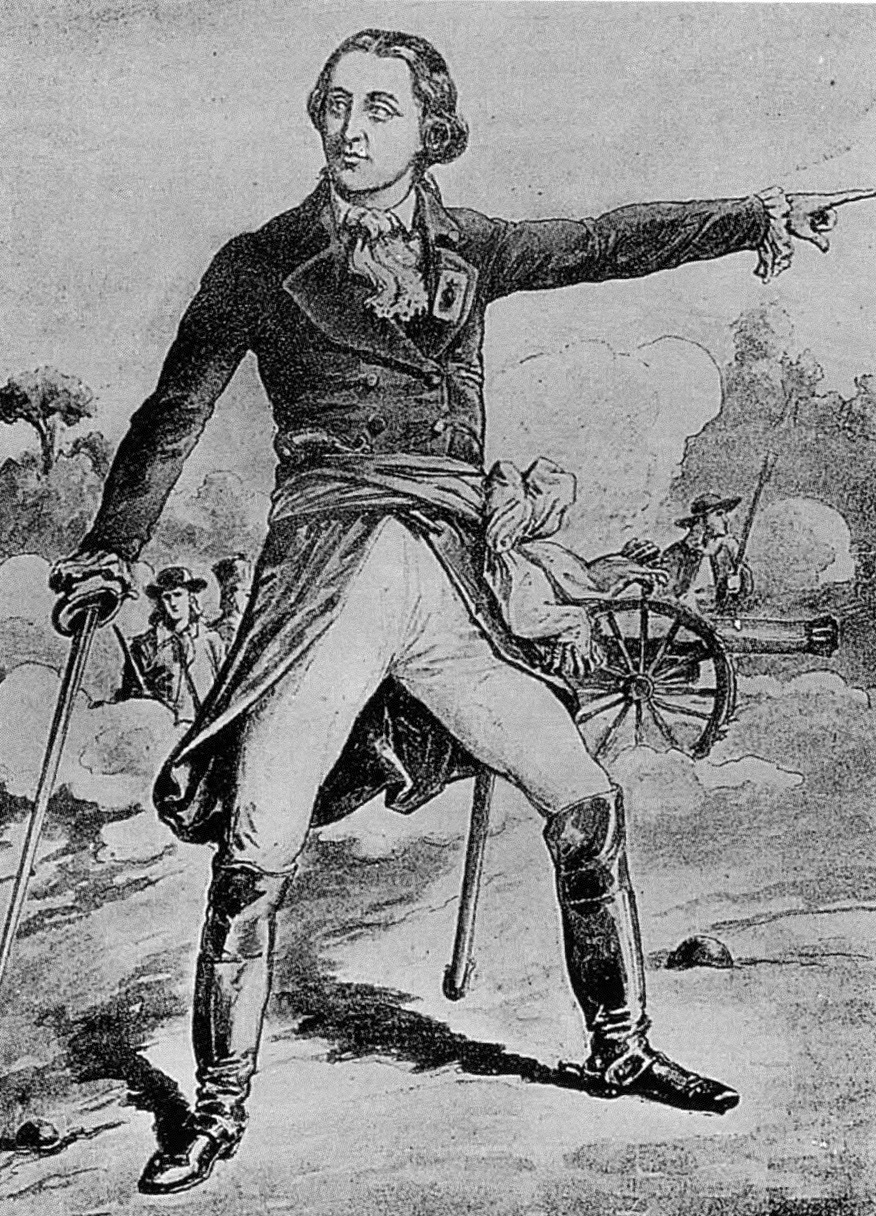
Gaspard de Bernard de Marigny (1754-1794)

Lorsque la guerre de Vendée éclate, il rejoint les insurgés après avoir été libéré par eux à Bressuire et se retrouve général d'artillerie. Il se distingue principalement à la bataille de Thouars, à la bataille de Saumur et lors de la Virée de Galerne.
Marigny prône la clémence dans les premiers mois de l'insurrection. Le 28 mai 1793, après la deuxième bataille de Fontenay-le-Comte, il écrit notamment une lettre à la ville de Niort où il vante la modération des Vendéens qui ont relâchés 3 000 prisonniers républicains après leur victoire : « D'après des principes aussi sanguinaires que les vôtres, [...] nous pourrions user de représailles envers vos familles. Mais nos sentiments purs et religieux nous commandent impérieusement de remplacer les crimes que la révolution fait commettre, par autant d'actes de vertus. [...] Jamais je ne serai barbare, et jusqu'à mon dernier moment, tous les prisonniers trouveront en moi un ami, un protecteur, ».
Cependant lors de la bataille de Châtillon du 5 juillet 1793, Marigny se rend responsable du massacre d'un certain nombre de prisonniers en représailles aux exactions commises dans la région par le général François-Joseph Westermann. Victoire de Donnissan de La Rochejaquelein rapporte les événements dans ses mémoires :

« M. de Lescure avait envoyé plusieurs centaines de prisonniers à Châtillon ; on vint lui dire qu'on les avait massacrés à la porte des prisons ; les généraux qui les conduisaient et voulaient les sauver, furent couchés en joue et forcés de les abandonner à la fureur de M. de Marigny et de soldats qui avaient, comme lui, perdu la tête. La poursuite était à peu près finie, M. de Lescure se décida à ramener lui-même environ soixante-dix Bleus qu'il avait pris ; ces malheureux portaient son cheval et s'attachaient à ses habits ; il arriva à la prison, aucun soldat n'osa rien lui dire, car il était infiniment respecté. M. de Marigny, tout couvert du sang de soixante-quinze volontaires qu'il avait égorgés de sa propre main, à coups de sabre, lui cria: « Retire-toi, laisse-moi tuer ces monstres qui ont brûlé ton château. » M. de Lescure lui dit de retirer lui-même, et qu'il défendrait ses prisonniers, s'il le fallait ; il ajouta : « Marigny, tu es trop cruel, tu périras par l'épée. » Alors M. de Marigny s'en alla et les Bleus furent sauvés, avec tous ceux qu'on amena ensuite de tous côtés, »

. 
Dans ses mémoires, Victoire de Donnissan de La Rochejaquelein déplore le revirement de Marigny : « Cet homme si tendre, si sensible, était devenu sanguinaire. Telle est la force, la frénésie des guerres civiles : il y a de quoi en frémir ».
Rescapé de la virée de Galerne, Marigny regagne la Vendée en mars et prend le commandement de la division de Cerizay.

### Mort
Du 20 au 22 avril 1794, les quatre armées vendéennes se réunissent au château de la Boulaye, dans la paroisse de Treize-Vents. Quatre généraux se partagent alors le territoire de la Vendée. Charette commande l'Armée du Bas-Poitou et du Pays de Retz, Stofflet l'Armée d'Anjou, Sapinaud l'Armée du Centre et Marigny l'Armée du Haut-Poitou. Les quatre officiers prêtent alors le serment de s'assister mutuellement sous peine de mort,. Le 24 avril, les armées vendéennes attaquent ensemble une colonne républicaine à Chaudron-en-Mauges, près de Beaupréau, mais le combat est indécis et les royalistes se replient sur Jallais. L'union est rapidement brisée : Marigny se brouille avec les autres généraux qui auraient remis en question son commandement et se retire avec son armée. 
Marigny est accusé de trahison et un conseil de guerre est réuni le 26 avril,. Le procès le déclare coupable d'« insurrection contre l'arrêté du Conseil ». Les officiers votent la sentence dans un chapeau. Poirier de Beauvais s'abstient, La Bouëre se récuse, et les officiers de Marigny — La Ville-Baugé, Renou et Beaurepaire — refusent de prendre part au vote. La peine de mort l'emporte à dix-huit voix contre deux. 
Protégé par ses hommes, Marigny ne s'inquiète pas de la sentence. Cependant le 10 juillet, des soldats allemands de Stofflet le surprennent, malade, dans le château de La Girardière, près de Combrand. D'après Poirier de Beauvais, avant d'être fusillé Marigny s'adresse avec mépris à ses bourreaux en leur déclarant qu'il agissaient « pour satisfaire l'ambition d'un brutal valet de chiens, celle d'un imbécile, et celle d'un homme à toilette qui n'est qu'un fourbe sans talent ».
Un monument est érigé en 1844 au dessus de l'emplacement de sa sépulture par la Marquise de La Rochejaquelein et M. de Mont de Benque, neveu et filleul de Marigny. Celui-ci fut transporté avec les restes du général, le 29 novembre 1904 dans l'actuel cimetière de Combrand. Ce cénotaphe comporte d'ailleurs, gravé dans la pierre, une erreur de date : il est dit "... tué le 14 juillet 1794" au lieu du 10.

## Regards contemporains
« M. de Marigny fut nommé général de l'artillerie. Il s'entendait parfaitement à cette partie de l'art militaire : pendant la guerre contre l'Angleterre, il avait pris part à plusieurs débarquements, et il avait plus d'expérience que la plupart des officiers ; mais il s'échauffait au point de perdre complètement la tête ; aussi a-t-il nui quelquefois aux succès de l'armée, à laquelle cependant ses talents ont bien plus souvent servi. Il faut encore attribuer à cette espèce d'égarement et de vertige sa dureté et son inhumanité envers les vaincus. Presque jamais il n'en épargnait aucun, quelque représentation qu'on pût lui faire ; il était fortement persuadé que cela était utile au parti. Au milieu de ses cruautés, il continuait à se montrer, avec ses camarades et ses soldats, l'homme le meilleur et le plus affable ; aussi était-il fort aimé; on ne pouvait s'empêcher de lui être très-attaché. »

— Victoire de Donnissan de La Rochejaquelein, Mémoires.

« Marigny était âpre et dur, d'ailleurs peu habile. »

— Jean-Baptiste Kléber, Mémoires politiques et militaires.

« Bernard de Marigny était bel homme et avait une de ces tournures qui plaisent. Son âge (il pouvait avoir quarante ans) était celui où, sans être vieux, on l'est assez, néanmoins, pour inspirer de la confiance. Il manquait souvent de jugement, mais avait plus que de l'esprit; il avait du savoir, avec des connaissances un peu confuses et mal digérées, aimait à agir sans consulter personne, ce qui lui faisait faire ce qu'on appelle: des coups de tête.
Ce général était brave et se conduisait au combat comme un homme d'honneur, mais avec les quintes analogues de son caractère; après avoir donné les preuves de la plus grande intrépidité, occupé de l'armée plus que de lui-même, on le voyait s'en inquiéter, communiquer ses craintes à ceux qui l'entouraient, et organiser tout seul une déroute. »

— Bertrand Poirier de Beauvais, Mémoires.